# Jan Czerniak
Jan Marian Czerniak (ur. 21 grudnia 1906 w Sokolnikach, zm. 3 lutego 1999 w Gnieźnie) – polski duchowny rzymskokatolicki, biskup pomocniczy gnieźnieński w latach 1959–1989, od 1989 biskup pomocniczy senior archidiecezji gnieźnieńskiej.

## Życiorys
Urodził się 21 grudnia 1906 w Sokolnikach. Był stypendystą fundacji właścicieli majątku Gorazdowo Józefa i Zofii Żychlińskich. Kształcił się w gimnazjum we Wrześni, gdzie w 1926 złożył egzamin dojrzałości. Studia filozoficzno-teologiczne odbył w latach 1927–1929 w Gnieźnie, następnie w latach 1929–1932 w Poznaniu. Święceń prezbiteratu udzielił mu 12 czerwca 1932 w archikatedrze Świętych Apostołów Piotra i Pawła w Poznaniu kardynał August Hlond, prymas Polski. Studia teologiczne kontynuował zaocznie na Wydziale Teologicznym Uniwersytetu Jagiellońskiego, gdzie w 1949 uzyskał magisterium.
W latach 1932–1938 pracował jako wikariusz w parafii Świętej Trójcy w Strzelnie. W 1938 został ustanowiony asystentem kościelnym Katolickiego Stowarzyszenia Młodzieży Żeńskiej na archidiecezję gnieźnieńską i archidiecezję poznańską. W listopadzie 1939 został aresztowany przez Niemców. Do sierpnia 1940 był internowany w obozie dla kapłanów w Kazimierzu Biskupim, po czym został wysiedlony do Generalnego Gubernatorstwa, gdzie objął funkcję rezydenta w parafii Najświętszej Maryi Panny Królowej Różańca Świętego w Wysokim Kole. W listopadzie 1944 zmuszony do opuszczenia placówki, zamieszkał u rodziny w Inowłodziu. Do archidiecezji gnieźnieńskiej powrócił w marcu 1945. W latach 1945–1947 był proboszczem parafii św. Katarzyny w Smogulcu, pełniąc jednocześnie obowiązki duszpasterskie w parafiach św. Anny w Jaktorowie i św. Małgorzaty w Chojnie. Następnie został zatrudniony w gnieźnieńskiej kurii metropolitalnej na stanowiskach: referenta w wydziale duszpasterskim (od 1947), egzaminatora prosynodalnego (od 1951), wizytatora księży dziekanów i parafii dziekańskich (od 1952), promotora sprawiedliwości (od 1956) i kierownika wydziału duszpasterskiego (od 1957).
W Prymasowskim Wyższym Seminarium Duchownym w Gnieźnie prowadził wykłady z teologii pastoralnej szczegółowej. Zasiadał w Komisji Maryjnej Episkopatu Polski. W 1947 został mianowany kanonikiem gremialnym kapituły prymasowskiej w Gnieźnie.
18 listopada 1958 został prekonizowany biskupem pomocniczym archidiecezji gnieźnieńskiej ze stolicą tytularną Eudocia. Święcenia biskupie otrzymał 2 lutego 1959 w bazylice prymasowskiej Wniebowzięcia Najświętszej Maryi Panny w Gnieźnie. Udzielił mu ich kardynał Stefan Wyszyński, prymas Polski, któremu asystowali Antoni Baraniak, arcybiskup metropolita poznański, i Lucjan Bernacki, biskup pomocniczy gnieźnieński. Jako dewizę biskupią przyjął słowo „Maria” (Maryja). W diecezji został ustanowiony wikariuszem generalnym. W kurii metropolitalnej kierował wydziałem administracji ogólnej, pełnił także funkcje delegata arcybiskupa metropolity w radzie duszpasterskiej i w radzie Kapłańskiej oraz administratora mensy arcybiskupiej. Po śmierci kardynała Wyszyńskiego, od 28 maja do 8 lipca 1981 zarządzał archidiecezją jako wikariusz kapitulny. W 1958 został dziekanem, a w 1975 prepozytem gnieźnieńskiej kapituły prymasowskiej. 11 lutego 1989 papież Jan Paweł II przyjął jego rezygnację z obowiązków biskupa pomocniczego gnieźnieńskiego.
W Konferencji Episkopatu Polski był członkiem Komisji Maryjnej (przewodniczył Sekcji Sanktuariów Maryjnych) i Komisji ds. Duszpasterstwa. W latach 1961–1981 protokołował posiedzenia plenarne Konferencji. W 1963 i 1965 brał udział kolejno w II i IV sesji soboru watykańskiego II. Był współkonsekratorem podczas sakr biskupa pomocniczego włocławskiego Jana Zaręby (1963), biskupa Jana Cieńskiego (1967) oraz biskupów pomocniczych gnieźnieńskich: Jana Michalskiego (1975), Jana Wiktora Nowaka (1982) i Bogdana Wojtusia (1988).
Zmarł 3 lutego 1999 w Gnieźnie. 6 lutego 1999 został pochowany na cmentarzu św. Piotra i Pawła w Gnieźnie. W 2012 jego szczątki ekshumowano i przeniesiono do krypty biskupów pomocniczych gnieźnieńskich kościoła św. Piotra i Pawła w Gnieźnie, położonego na terenie tego cmentarza.